# Хендерсон, Мэри
Мэри Хендерсон (англ. Mary Henderson; род. 17 декабря 1912, Лонгёй, близ Монреаля — 6 февраля 2006, Нью-Йорк) — американская певица канадского происхождения (сопрано). Жена дирижёра Эмерсона Бакли, мать дирижёра Ричарда Бакли.
Училась в Монреале у певицы Полины Дональда, затем в Нью-Йорке у Пола Олтхауза. Дебютировала в 1940 году в партиях Виолетты («Травиата») и Маргариты («Фауст») в одной из монреальских опер. С 1942 года выступала в Нью-Йорке, исполняя, в частности, партии Лизы («Пиковая дама») и Параши («Сорочинская ярмарка»). В 1943—1945 годы — первое сопрано оперной труппы Сан-Карло. В 1946—1948 годах пела в Метрополитен Опера. В 1950-е годы преподавала в Манхэттенской школе музыки, с 1963 года — в Университете Майами.